# Hyperdermium
Hyperdermium — рід грибів родини Cordycipitaceae. Назва вперше опублікована 2000 року.